# Phytocoris rubrimaculatus
Phytocoris rubrimaculatus är en insektsart som beskrevs av Stonedahl 1988. Phytocoris rubrimaculatus ingår i släktet Phytocoris och familjen ängsskinnbaggar. Inga underarter finns listade i Catalogue of Life.